# Przywrocie (Koniaczów)
Przywrocie – część wsi Koniaczów w Polsce, położona w województwie podkarpackim, w powiecie jarosławskim, w gminie Jarosław.
W latach 1975–1998 Przywrocie administracyjnie należało do województwa przemyskiego.